# Bavelse Sogn
Bavelse Sogn var et sogn i Næstved Provsti (Roskilde Stift).
Bavelse Sogn havde siden 1649 været anneks til Glumsø Sogn. Begge sogne hørte til Tybjerg Herred i Præstø Amt. Glumsø-Bavelse sognekommune var i 1962 kernen i Glumsø Kommune, der ved kommunalreformen i 1970 blev indlemmet i Suså Kommune, som ved strukturreformen i 2007 indgik i Næstved Kommune.
1.	december 2024 indgik sognet i Glumsø-Bavelse-Næsby Sogn
I Bavelse Sogn ligger Bavelse Kirke.
I sognet findes følgende autoriserede stednavne:
- Atterup (bebyggelse, ejerlav)
- Bavelse (ejerlav, landbrugsejendom)
- Kik-ud Huse (bebyggelse)
- Regerup (bebyggelse, ejerlav)
- Regerup Enghave (bebyggelse)